# جوليان أ. كوك
جوليان أ. كوك (بالإنجليزية: Julian Abele Cook Jr.)‏ هو محامي وقاضي أمريكي، ولد في 22 يونيو 1930 في واشنطن العاصمة في الولايات المتحدة، وتوفي في 16 مايو 2017 في سيلفر سبرينغ في الولايات المتحدة.